# UTC+8
| Verde scuro | Fuso orario di Kaliningrad (UTC+2).    |
| Rosso       | Fuso orario di Mosca (UTC+3).          |
| Celeste     | Fuso orario di Samara (UTC+4).         |
| Giallo      | Fuso orario di Ekaterinburg (UTC+5).   |
| Ciano       | Fuso orario di Omsk (UTC+6).           |
| Pistacchio  | Fuso orario di Krasnojarsk (UTC+7).    |
| Viola       | Fuso orario di Irkutsk (UTC+8).        |
| Blu         | Fuso orario di Jakutsk (UTC+9).        |
| Verde       | Fuso orario di Vladivostok (UTC+10).   |
| Albicocca   | Fuso orario di Srednekolymsk (UTC+11). |
| Rosso scuro | Fuso orario della Kamčatka (UTC+12).   |

UTC+8 è un fuso orario in anticipo di 8 ore sull'UTC, noto in particolare per regolare il tempo della Cina.

## Geografia
In teoria UTC+8 concerne una zona del globo compresa tra 112,5° e 127,5° E e l'ora inizialmente utilizzata corrispondeva all'ora solare media del 120º meridiano est, riferimento integrato nell'UTC nel 1972. Per il suo posizionamento, questo fuso viene chiamato anche Ora di Shangai, dal nome della metropoli posta a ridosso del suo meridiano medio, e capitale economica cinese. Per ragioni pratiche, i paesi in questo fuso orario coprono un'area molto più estesa.
Tutta la Repubblica popolare cinese utilizza dal 1949 lo stesso fuso orario, creando una zona estremamente ampia. Il sole raggiunge il suo zenit alle ore 15 nell'ovest estremo e alle ore 11 nell'est estremo. Alla frontiera tra Cina e Afghanistan (che utilizza UTC+4:30), la differenza è di 3 ore e 30 minuti. Hong Kong usa questo orario dal 1904.
In tutto, UTC+8 è osservato da circa 1,5 miliardi di persone, cioè circa un quinto della popolazione mondiale.
In Australia, UTC+8 è chiamato Australian Western Standard Time (AWST), in Indonesia Waktu Indonesia Tengah (ora dell'Indonesia centrale, abbreviato in WITA).

## Zone
È utilizzato nei seguenti territori:
- Australia:
  -  Australia Occidentale (dal 1885)
- Brunei
- Cina
- Indonesia:
  - Bali
  - Kalimantan Orientale
  - Kalimantan Meridionale
  - Nusa Tenggara Occidentale
  - Nusa Tenggara Orientale
  - Sulawesi
- Malaysia (dal 1982)
- Mongolia (per la maggior parte)
  - province centrali e orientali
- Filippine
- Russia (Fuso orario di Irkutsk):
  -  Buriazia
  -  Irkutsk
- Singapore (dal 1982)
- Taiwan

## Ora legale
Dopo il passaggio perpetuo della Russia ad un'ora di anticipo sul sole, e il mantenimento definitivo dell'ora naturale nell'Australia Occidentale, non esiste più alcun paese appartenente a questo fuso che effettui un formale passaggio annuale dall'ora solare all'ora legale.
Singapore utilizza UTC+8 per ragioni storiche, ma si trova geograficamente in UTC+7. Ugualmente, l’utilizzo di questo fuso è una forma di ora legale permanente per tutta la Cina centro-occidentale, per la Mongolia e per le regioni russe.

## Storia

### Cina
I fusi orari furono stabiliti ufficialmente nel paese nel 1912 sotto la Repubblica cinese, dividendo il territorio in cinque zone: GMT+5:30, GMT+6, GMT+7, GMT+8 e GMT+8:30.
Dopo la guerra civile cinese nel 1949, il partito comunista prese il controllo della Cina continentale ed il governo della Repubblica di Cina fu esiliato a Taiwan. La repubblica popolare stabilì un fuso orario unico per il paese, mentre il governo insulare continuò a utilizzare lo stesso UTC+8.
Hong Kong e Macao, ex colonie britannica e portoghese hanno sempre utilizzato GMT/UTC+8 per ragioni geografiche. La Mongolia ha invece seguito la Cina per ragioni commerciali.

### Malesia
La parte continentale della Malaysia ha utilizzato diversi fusi orari:
- fino al 31 maggio 1905 : GMT+6:46:48
- 1º giugno 1905 - 15 febbraio 1942: GMT+7
- 1º gennaio 1933 - 31 agosto 1941: UTC+7:20 (ora legale)
- 1º settembre 1941 - 15 febbraio 1942: GMT+7:30 (ora legale)
- 16 febbraio 1942 - 12 settembre 1945: GMT+9 (occupazione giapponese)
- 13 settembre 1945 - 31 dicembre 1981: GMT/UTC+7:30
- Dal 1º gennaio 1982: UTC+8

### Singapore
Singapore si trova alla longitudine 103° 51' 16" E, in una zona teoricamente del fuso orario UTC+7.
Prima del 31 maggio 1905, l'ora locale era 6h 55min 25s in anticipo rispetto al GMT, poi passò a GMT+7. Singapore applicò GMT+7:20 tra 1933 e 1940 come ora legale e GMT+7:30 tra 1941 e 1942 e tra 1945 e 1970. Durante l'occupazione giapponese (1942-1945), fu utilizzato GMT+9.
La città si spostò a UTC+7:30 tra 1970 e 1982. Quando la Malaysia passò da UTC+7:30 a UTC+8 nel 1981, Singapore la seguì il gennaio 1982 per ragioni economiche.